# Клятва у поклонного креста

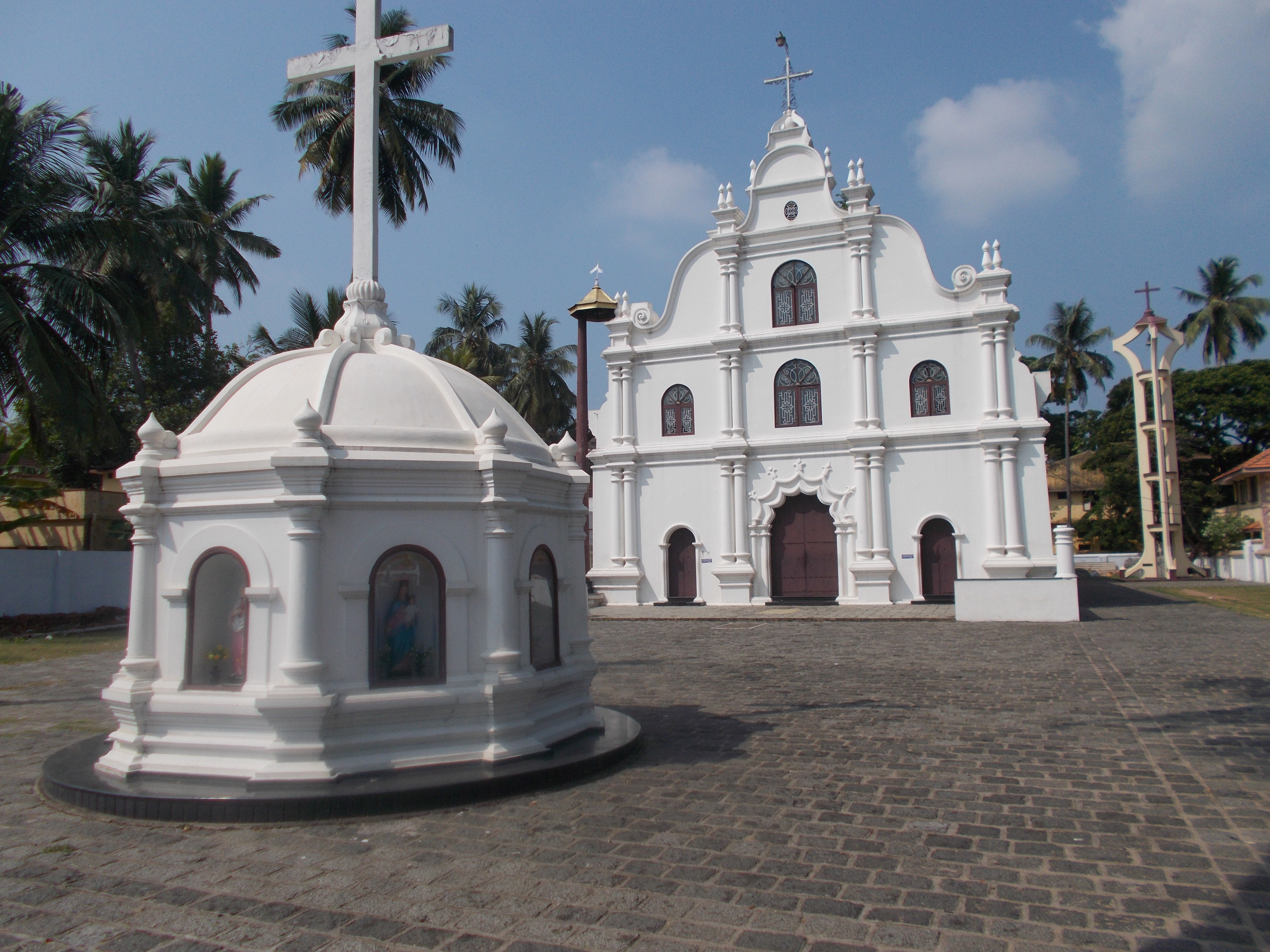
Церковь Святой Марии в Маттанчери

Клятва у поклонного креста (малаял. കൂനൻ കുരിശ് സത്യം; также известная как Клятва у наклонного креста или Клятва у косого креста) — решение духовенства и мирян Малабарской церкви в Индии, принятое в Маттанчери (территория современного штата Керала) 3 января 1653 года, о неподчинении римско-католической иерархии и португальским властям в церковной и светской жизни. Среди исследователей существуют различные версии формулировки присяги. Согласно одной из версий, предполагается, что клятва была направлена против португальцев, другая версия утверждает, что против власти иезуитов, а третья версия настаивает, что клятва в Маттанчери была направлена против Католической церкви. В итоге в среде христиан Святого Фомы произошёл раскол, в результате которого часть общины осталась в единстве с Католической церковью, часть вернулась в подчинение восточно-сирийским патриархам Церкви Востока, а ещё одна часть перешла в подчинение антиохийского патриарха Сиро-яковитской церкви.

## Предыстория
С XII века географически удалённая индийская часть Церкви Востока начала переживать кризис и распад иерархических структур. Серрская епархия (на территории современного штата Керала) Церкви Востока возглавлялась представителями клана Пакаломаттом. В XVI веке в Индию прибыли португальцы. Хотя епископы с Ближнего Востока, назначаемые католикосом-патриархом Церкви Востока были духовными лидерами для верующих в Индии, общее управление индийской церковью осуществлялось местным архидиаконом из клана Пакаломаттом. Первоначально португальские миссионеры приняли «несторианский» характер местной церкви, но к концу века они решили активно привести христиан Святого Фомы к полному общению с Римом и к латинскому обряду. На местных кафедрах были утверждены португальские епископы. В 1595 году в Индию прибыл архиепископ Гоа Алежу де Менезеш. Последний «несторианский» епископ Серрский Мар Абрахам перед смертью в 1597 году назначил своим преемником архидиакона Георгия. Возник конфликт между Менезешем и Георгием, который было принято разрешить на церковном соборе.
В июне 1599 года Диамперский собор во главе с Алежу де Менезешем провозгласил унию между несторианской Малабарской и Римско-католической церквами. На соборе было объявлено об отречении от «несторианских заблуждений» и латинизации литургии. Таким образом, с 300-х годов до 1599 года христиане Святого Фомы являлись частью доэфесской Церкви Востока. Помимо введения целибата для священников, литургических и церковных изменений, в Гоа и Бомбее была создана португальская инквизиция, которая осуществляла церковную власть в Кочине. Насильственные действия португальцев привели к росту недовольства среди христиан Святого Фомы.

## Клятва и версии её содержания

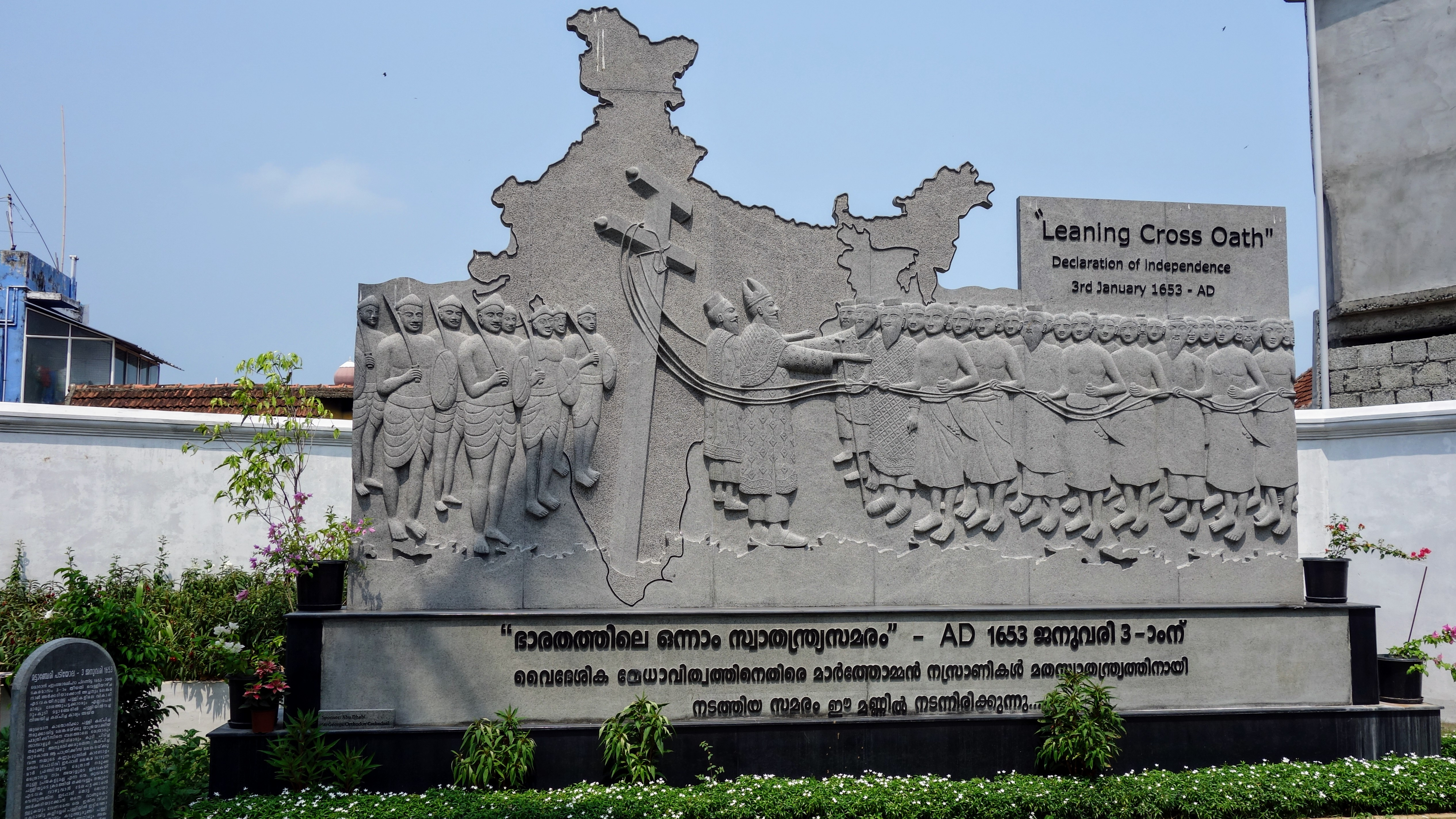
Монумент в честь клятвы у поклонного креста. Маттанчери, Кочин, Керала, Индия

В 1653 году, после полувека латинизации, большинство христиан Святого Фомы приняли решение освободиться от власти иезуитов и португальского господства. Они избрали члена клана Пакаломаттом Фому архидиаконом и главой своей общины и решили восстановить общение с Древними восточными церквями. 3 января 1653 года малабарские христиане во главе с архидиаконом Фомой собрались в церкви Святой Марии в Маттанчерри, чтобы поклясться «никогда не подчиняться португальцам». Перед гранитным поклонным крестом, собравшимися, при зажжённых свечах была произнесена клятва, при этом архидиакон и священники касались Священного Писания. Количество людей, принимавших участие в клятве, было настолько значительным, что все они не могли прикоснуться ко кресту одновременно, поэтому они держались за верёвки, привязанные к кресту со всех сторон. Существуют свидетельства, что из-за веса крест приобрёл уклон, поэтому событие известно также как «Клятва у наклонного креста» (Coonen Kurisu Sathyam). Среди исследователей существуют различные версии формулировок клятвы 1653 года. Шотландский протестантский миссионер и историк Стивен Нилл описывает клятву как выражение гнева против местного католического архиепископа и иезуитов, а не как протест против Святого престола. Американский историк Роберт Эрик Фрикенберг считает, что клятва в Маттанчери была направлена против Католической церкви.

## Последствия
В 1661 году папа Александр VII направил делегацию кармелитов во главе с халдейскими католиками, чтобы восстановить восточно-сирийские обряды под восточно-католической иерархией. К следующему году большинство приходов (72 %) вернулись в общение со Святым Престолом. Эта община, получившая название Пажайакуру (Pazhayakuttukar), то есть «старая вера» в конце XIX века была преобразована в Сиро-малабарскую католическую церковь. Таким образом своё происхождение от движения Пажайакуру ведут восточнокатолическая Сиро-малабарская церковь и современная часть Ассирийской церкви Востока.
Вторая часть малабарских христиан, отказавшихся от унии с Римской церковью, получила название Путтанкуру (Puthankuttukar) то есть «новая вера». Эта община обратилась к антиохийскому патриарху дохалкидонской Сирийской церкви с просьбой вступить с ней в общение. В 1665 году яковитский епископ Иерусалимский Мар Григорий Абд аль-Джалиль рукоположил члена клана Пакаломаттом Мар Фому в митрополита Маланкарского и провёл изменения в церковной жизни: упразднил Филиокве, утвердил почитание первых трёх Вселенских соборов и утвердил христологическую формулу о единой богочеловеческой природе Христа. Таким образом часть бывших христиан Церкви Востока вступила в общение с яковитами и образовала Маланкарскую церковь. Из общины Путтанкуру вышли современные дохалкидонские индийская часть Сирийской церкви, Маланкарская церковь, протестантские Церковь Мар Фомы, Евангелическая церковь Апостола Фомы, восточнокатолическая Сиро-маланкарская церковь и независимая Малабарская сирийская церковь.
С 1685 года в Индию яковитскими патриархами были направлены несколько делегаций, которые вели деятельность против последствий латинизации индийских христиан (введение целибата, почитание статуй святых, совершение литургии на бесквасном хлебе, отмена ряда постов). В начале XVIII века представитель католикоса-патриарха Церкви Востока Илии X (XI) митрополит Азербайджанский Гавриил вернул в лоно Церкви Востока 42 католических прихода. Однако после смерти Гавриила в 1730 году эти приходы перешли в яковитскую церковь.